# Polizia squadra soccorso
Polizia squadra soccorso  (Police Rescue) è una serie televisiva australiana in 61 episodi trasmessi per la prima volta nel corso di 5 stagioni dal 1991 al 1996. La serie è stata preceduta da un episodio pilota di 90 minuti trasmesso il 15 marzo 1989 sulla rete televisiva australiana ABC. Fu prodotto anche un film per la televisione nel 1994, interpretato da Zoe Carides.
È una serie poliziesca incentrata sulle vicende di una squadra di polizia di Sydney, in Australia, dedita al supporto tattico e investigativo nei casi di emergenza. Nel pilot vengono presentati i personaggi, tra cui i principali sono il sergente Mickey McClintock e la nuova arrivata, il sergente Georgia Rattray, la prima donna ad entrare nel team.

## Personaggi e interpreti
- Sergente Steve 'Mickey' McClintock (59 episodi, 1989-1996), interpretato da Gary Sweet.
- Sergente Georgia Rattray (58 episodi, 1989-1996), interpretata da Sonia Todd.
- Ispettore Bill Adams (58 episodi, 1989-1996), interpretato da John Clayton.
- Yiannis Angelopoulos (57 episodi, 1991-1996), interpretato da Steve Bastoni.
- Kathy Orland (35 episodi, 1992-1995), interpretata da Tammy McIntosh.
- Sharyn Elliott (32 episodi, 1992-1996), interpretata da Belinda Cotterill.
- Brian Morley (30 episodi, 1992-1995), interpretato da Jeremy Callaghan.
- Percy 'Ptomaine' Warren (28 episodi, 1989-1993), interpretato da Doug Scroope.
- Sergente Kevin 'Nipper' Harris (26 episodi, 1992-1995), interpretato da Steve Bisley.
- Sergente Fred 'Frog' Catteau (20 episodi, 1989-1992), interpretato da Marshall Napier.
- Sergente Glenn 'Spider' Webb (20 episodi, 1993-1996), interpretato da Frankie J. Holden.
- Sergente Peter 'Ridgy' Ridgeway (14 episodi, 1989-1991), interpretato da Tim McKenzie.
- Trevor 'Sootie' Coledale (14 episodi, 1989-1991), interpretato da Peter Browne.
- Anastasia Skouras (12 episodi, 1995), interpretata da Ada Nicodemou.
- Joe Cardillo (9 episodi, 1996), interpretato da Salvatore Coco.
- Tracey Davis (9 episodi, 1996), interpretato da Leah Purcell.
- Helena (7 episodi, 1992-1993), interpretata da Gia Carides.
- David Goldberg (7 episodi, 1992), interpretato da Lani John Tupu.

### Guest star
Tra le guest star: Mick Innes, Lynn Hamilton-McLeod, Marnie Reece-Wilmore, Melissa Trovato, Salvatore Coco, Terence Dean, Arianthe Galani, Syd Conabere, Boris Brkic, Ritchie Singer, Pat Bishop, Dennis Grosvenor, Brian M. Logan, John Noble, Kitty Silver, Brian Ellison, Wyn Roberts, Kieran Darcy-Smith, Bill Young, Alan Lock, Fotis Pelekis, Brendan Donoghue, Anna North, Steven Scott-Young, Gordon Wood, Cate Blanchett, Charles Little, Emily Lumbers, Russell Crowe, Max Cullen, Deborah Kennedy, Justin Rosniak.

## Produzione
La serie fu prodotta da Australian Broadcasting Corporation, British Broadcasting Corporation e Southern Star Xanadu e girata nel Nuovo Galles del Sud in Australia. Le musiche furono composte da Martin Armiger e Garry Hardman.

### Registi
Tra i registi sono accreditati:
- Michael Carson in 9 episodi (1991-1993)
- Peter Fisk in 7 episodi (1989-1993)
- Scott Hartford-Davis in 7 episodi (1995-1996)
- Geoffrey Nottage in 5 episodi (1991-1992)
- Paul Faint in 5 episodi (1995-1996)
- Kate Woods in 4 episodi (1992-1993)
- Julie Money in 3 episodi (1995)
- Riccardo Pellizzeri in 2 episodi (1991)
- Ken Cameron in 2 episodi (1992-1995)
- Ian Barry in 2 episodi (1992-1993)
- Paul Harmon in 2 episodi (1993)
- Steve Mann in 2 episodi (1996)
- Tony Tilse in 2 episodi (1996)
- Rowan Woods in 2 episodi (1996)

### Sceneggiatori
Tra gli sceneggiatori sono accreditati:
- Christopher Lee in 16 episodi (1991-1996)
- Debra Oswald in 12 episodi (1992-1996)
- Philip Cornford in 11 episodi (1991-1996)
- Peter Schreck in 4 episodi (1991)
- Steve Wright in 3 episodi (1991)
- Andrew Prowse in 2 episodi (1992)
- Rick Maier in 2 episodi (1995-1996)
- Elizabeth Coleman in 2 episodi (1995)
- Mary Morris in 2 episodi (1995)

## Distribuzione
La serie fu trasmessa in Australia dal 15 marzo 1989 (pilot) e dal 14 febbraio 1991 (1º episodio) al 22 novembre 1996 sulla rete televisiva ABC. In Italia è stata trasmessa su RaiSat Fiction e RaiSat Premium, poi su LA7 dal giugno 2003 con il titolo Polizia squadra soccorso.
Alcune delle uscite internazionali sono state:
- in Australia il 15 marzo 1989 (pilot)
14 febbraio 1991 (1º episodio) (Police Rescue)
- nel Regno Unito il 30 marzo 1991
- in Germania il 27 ottobre 1995  (Police Rescue - Gefährlicher Einsatz)
- in Francia (Sidney police)
- in Italia (Polizia squadra soccorso)

## Episodi
| Stagione         | Episodi | Prima TV Australia | Prima TV Italia |
| ---------------- | ------- | ------------------ | --------------- |
| Prima stagione   | 13      | 1991               |                 |
| Seconda stagione | 13      | 1992               |                 |
| Terza stagione   | 13      | 1993               |                 |
| Quarta stagione  | 13      | 1995               |                 |
| Quinta stagione  | 9       | 1996               |                 |